# Malakal
Pour les articles homonymes, voir Malakal (île).
Malakal ou Malakāl est une ville du Soudan du Sud, capitale de l'État du Nil Supérieur, située sur les rivages du Nil blanc. 

## Histoire
En 1993, les Nuers attaquent Malakal et parviennent à prendre 75 % de la ville avant de manquer de munitions et de se faire chasser par les forces militaires gouvernementales.
Fin novembre 2006, des affrontements armés entre les forces militaires et les rebelles dans les rues de Malakal font au moins 300 morts. En juillet 2009, le Bureau de la lutte antimines des Nations unies déclare avoir désamorcé à Malakal 526 mines antipersonnel sur un espace de 1,3 million de mètres carrés. En août 2009, la tension militaire dans les rues de la ville est à son comble et de nouveaux conflits avec Khartoum sont fortement pressentis.
Avant la sécession avec le Soudan, la ville était une garnison du gouvernement basé à Khartoum pendant la guerre civile. Elle est habitée par des Dinka Ngoks, des Nuers et  des Shilluks. La ville est le théâtre de combats en juin et juillet 2015 entre forces rebelles et forces gouvernementales dans le contexte de la guerre civile sud-soudanaise commencée en 2013. La population civile fuit la ville. Elle est qualifiée de « ville fantôme »,,.
En 2012, Malakal souffre de la destruction de ses axes de transport, ce qui provoque une flambée du prix des aliments qui parviennent à être acheminés jusqu'en ville. Fin décembre 2013, les forces gouvernementales sud-soudanaises et les rebelles revendiquent le contrôle de la ville.
En juin 2016, deux rapports de l'ONU déclarent que les Casques bleus et ses refuges de protection civile ne parviennent pas à contenir la contamination des conflits ethniques. En octobre 2016, une nouvelle tentative de capture de la ville par les rebelles fait 56 morts. En mars 2018, un article du Nouvel Obs souligne que le nombre de suicides s'accélère dans le camp de réfugiés de la ville.

## Comté de Malakal
Le Comté de Malakal est un territoire de 737 km2 subdivisé en six payams : Central Malakal, Eastern Malakal, Lelo, Northern Malakal, Ogot et Southern Malakal. Lors du recensement de 2008, la population a été estimée à 126 483 habitants (densité : 171,61 hab./km2).
|                       | Population          | Foyers              |                     |                     |                     |                     |                     |                     |                     |                     |                     |                     |
| Central Malakal       | 11 633              | 1 345               |                     |                     |                     |                     |                     |                     |                     |                     |                     |                     |
| Eastern Malakal       | 24 037              | 3 271               |                     |                     |                     |                     |                     |                     |                     |                     |                     |                     |
| Lelo                  | 5 743               | 1 160               |                     |                     |                     |                     |                     |                     |                     |                     |                     |                     |
| Northern Malakal      | 34 900              | 5 302               |                     |                     |                     |                     |                     |                     |                     |                     |                     |                     |
| Ogot                  | 6 212               | 1 115               |                     |                     |                     |                     |                     |                     |                     |                     |                     |                     |
| Southern Malakal      | 43 958              | 5 814               |                     |                     |                     |                     |                     |                     |                     |                     |                     |                     |
| Total                 | 126 483             |                     |                     |                     |                     |                     |                     |                     |                     |                     |                     |                     |
| Sources des données : | Recensement de 2008 | Recensement de 2008 | Recensement de 2008 | Recensement de 2008 | Recensement de 2008 | Recensement de 2008 | Recensement de 2008 | Recensement de 2008 | Recensement de 2008 | Recensement de 2008 | Recensement de 2008 | Recensement de 2008 |

## Transports
La ville est reliée par le transport aérien avec l’aéroport de Malakal.

## Enseignement supérieur
L’Upper Nile University a été fondée en 1991.

## Lieux de culte
Parmi les lieux de culte, il y a principalement des églises et des temples chrétiens : Diocèse de Malakal (Église catholique), Province of the Episcopal Church of South Sudan (Communion anglicane), Baptist Convention of South Sudan (Alliance baptiste mondiale), Presbyterian Church in Sudan (Communion mondiale d'Églises réformées).  Il y a aussi des mosquées musulmanes.